# Emily Carrová
Emily Carrová (13. prosince 1871, Victoria – 2. března 1945, Victoria) byla kanadská malířka a spisovatelka. Patřila k prvním kanadským výtvarným umělcům, kteří se inspirovali modernismem a postimpresionismem. Inspirovala se nejprve původními obyvateli z oblasti Pacific Northwest, později se stala krajinářkou Pacific Northwest.

## Život
K malířství jí přivedl otec, ale teprve po smrti rodičů, okolo roku 1890, se rozhodla vzít umění vážně. Studovala malířství v San Franciscu a v Londýně. V roce 1898 začala malovat indiánská témata. Do Britské Kolumbie se vrátila roku 1905. Chtěla učit ve Vancouveru v populárním Ladies Art Clubu, ovšem rychle se stala nepopulární učitelkou, mj. kvůli svému kouření ve třídě a vznětlivé povaze. Po bojkotu studentek musela s učením skončit. V roce 1910 odjela do Paříže, kde studovala na Colarossiho akademii. Silně jí ovlivnily nové směry, se kterými se zde seznámila, jako fauvismus a postimpresionismus, a začala malovat v jejich linii. Do Kanady se vrátila v roce 1912. Malovala ovšem relativně málo, protože její obrazy neměly moc úspěch. Zlom přišel v roce 1927, kdy ji Lawren Harris pozval do nejvlivnější malířské skupiny kanadské historie, tzv. Group of Seven. Začala znovu intenzivně malovat, ve 30. letech pak byly její práce vystavovány v Londýně, Paříži, Washingtonu a Amsterdamu. Svou první samostatnou výstavu ve své rodné východní Kanadě měla ovšem až v roce 1935. Harris na ní měl značný vliv, umělecký i osobní, přivedl ji mj. k teosofii. Odtud také pramenil její obrat ke krajině, protože chtěla zachytit boha vtěleného do přírody. V roce 1937 ji postihl infarkt, v roce 1939 další, rok poté udeřila vážná mrtvice a v roce 1942 další infarkt. To jí znemožnilo cestovat, a tedy i malovat. Začala se proto věnovat psaní, s pomocí své přítelkyně, profesorky angličtiny Iry Dilworthové. V roce 1941 vydala svou první knihu Klee Wyck, za niž byla záhy odměněna cenou generálního guvernéra. V roce 1945, krátce předtím než měla převzít čestný doktorát Univerzity Britské Kolumbie, dostala další infarkt a zemřela.

## Galerie

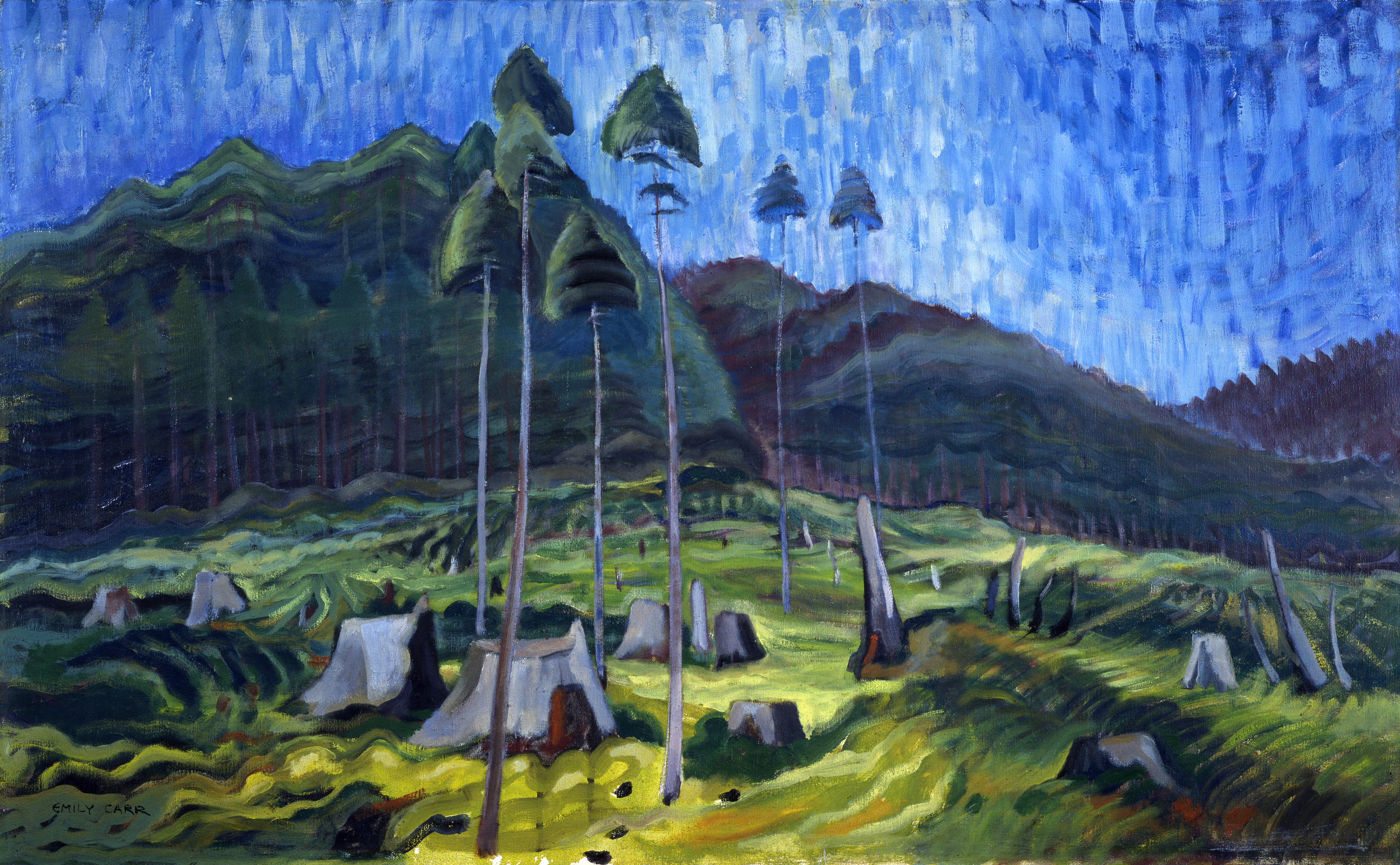
Odds and Ends (1939)
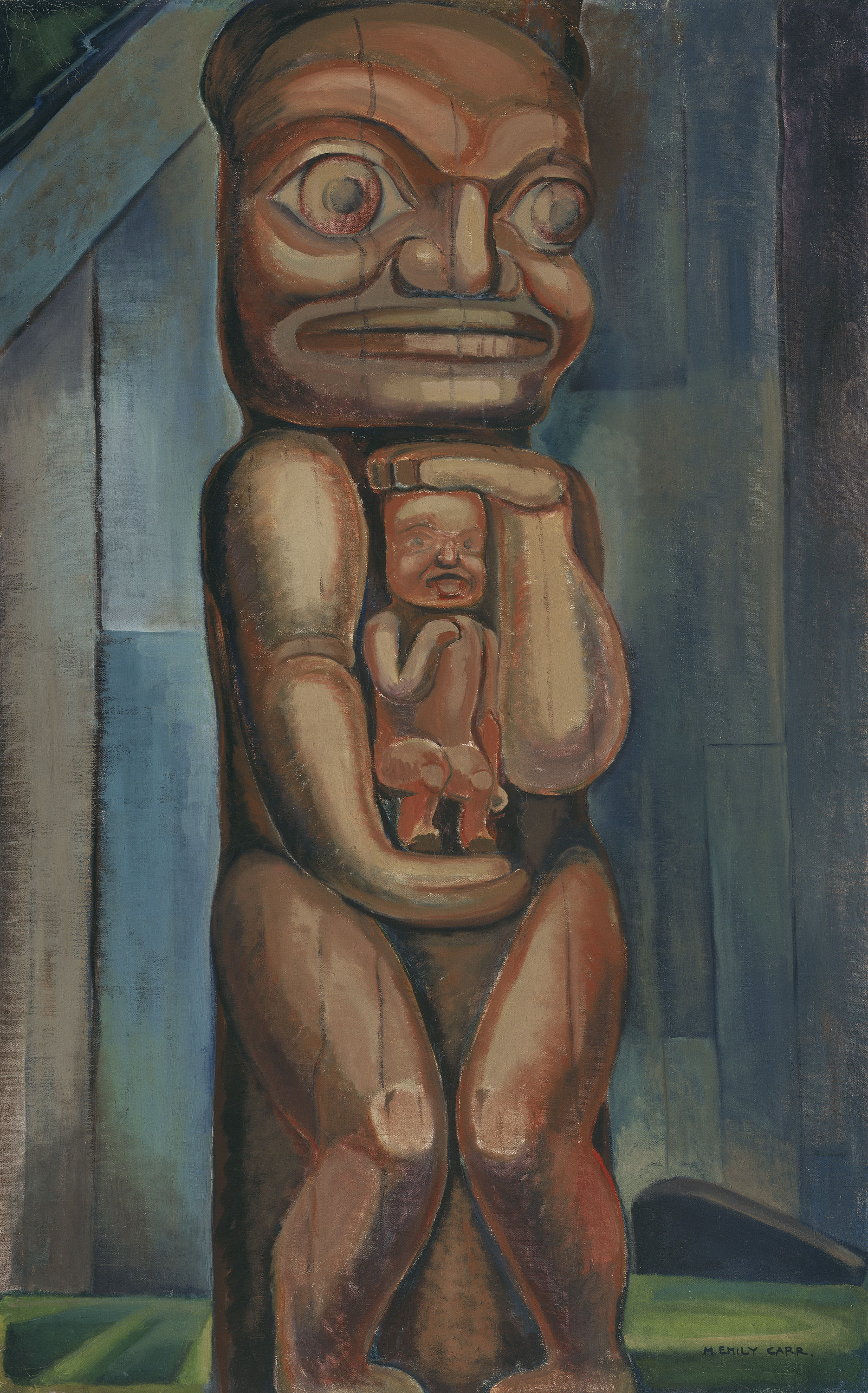
Totem matka
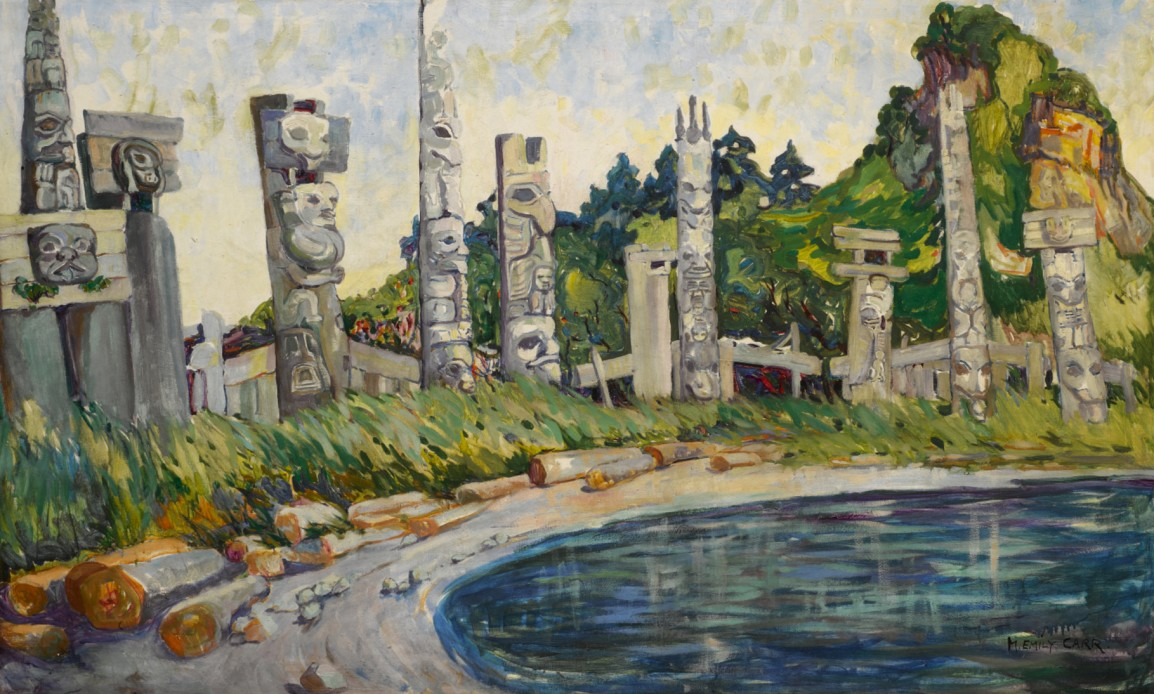
Skedans (1912)
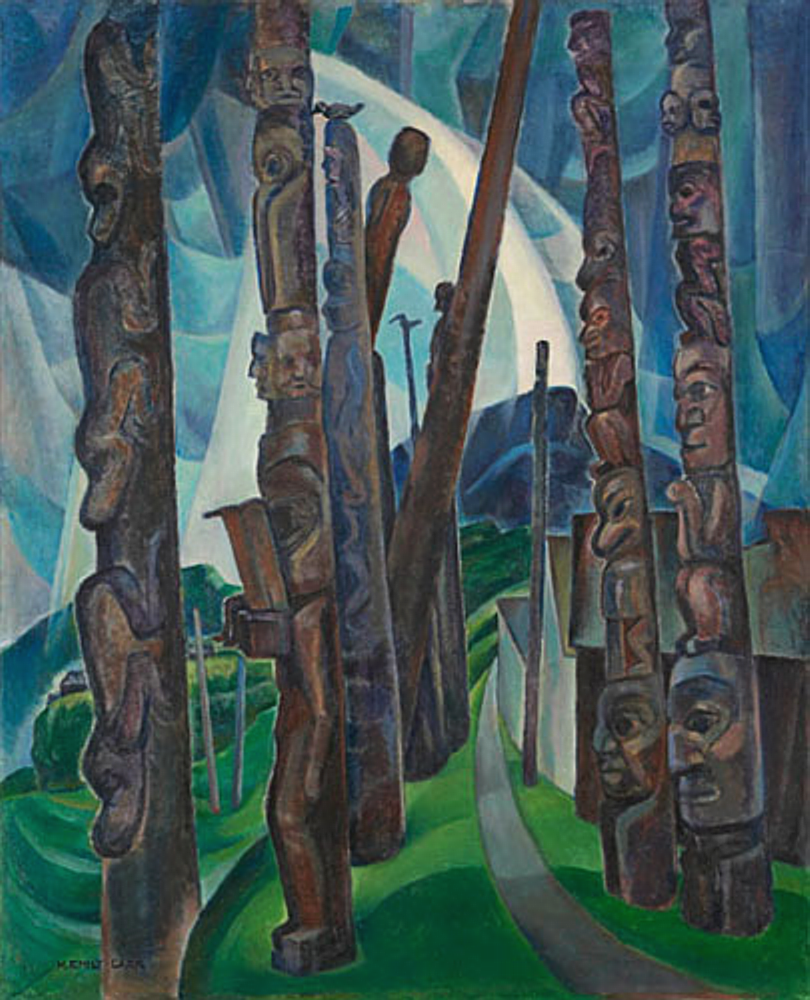
Kitwancool (1928)
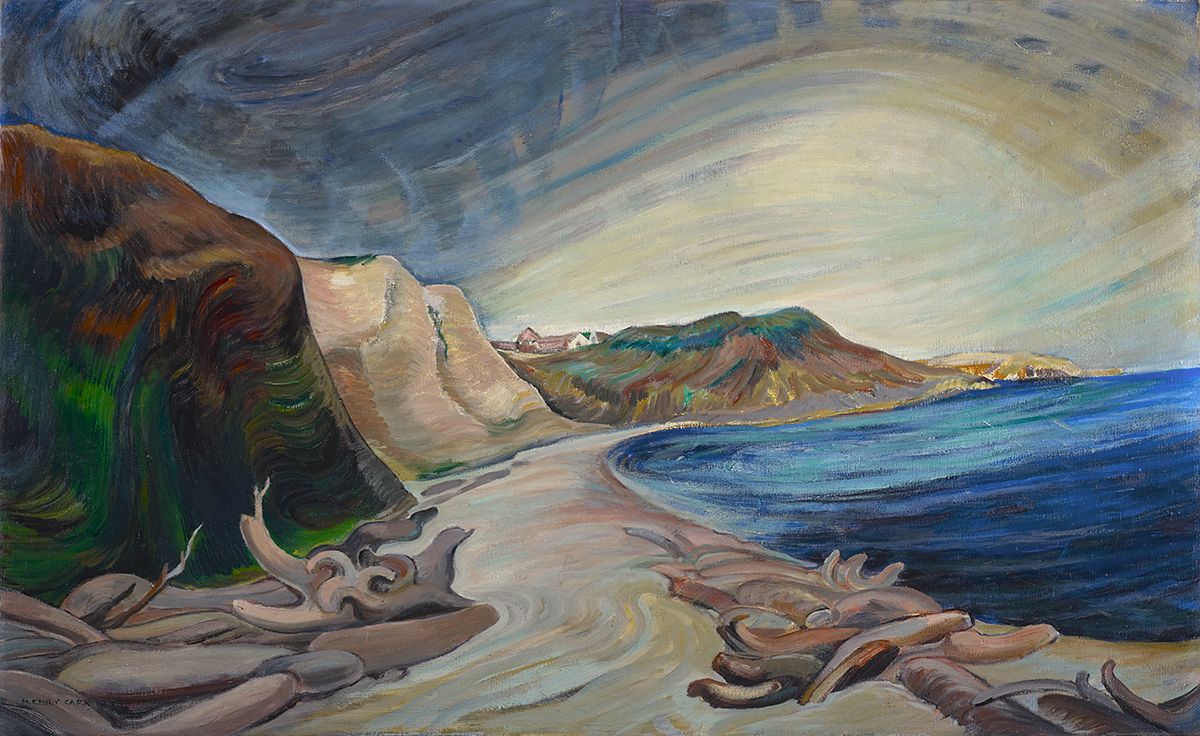
Pobřeží (1936)
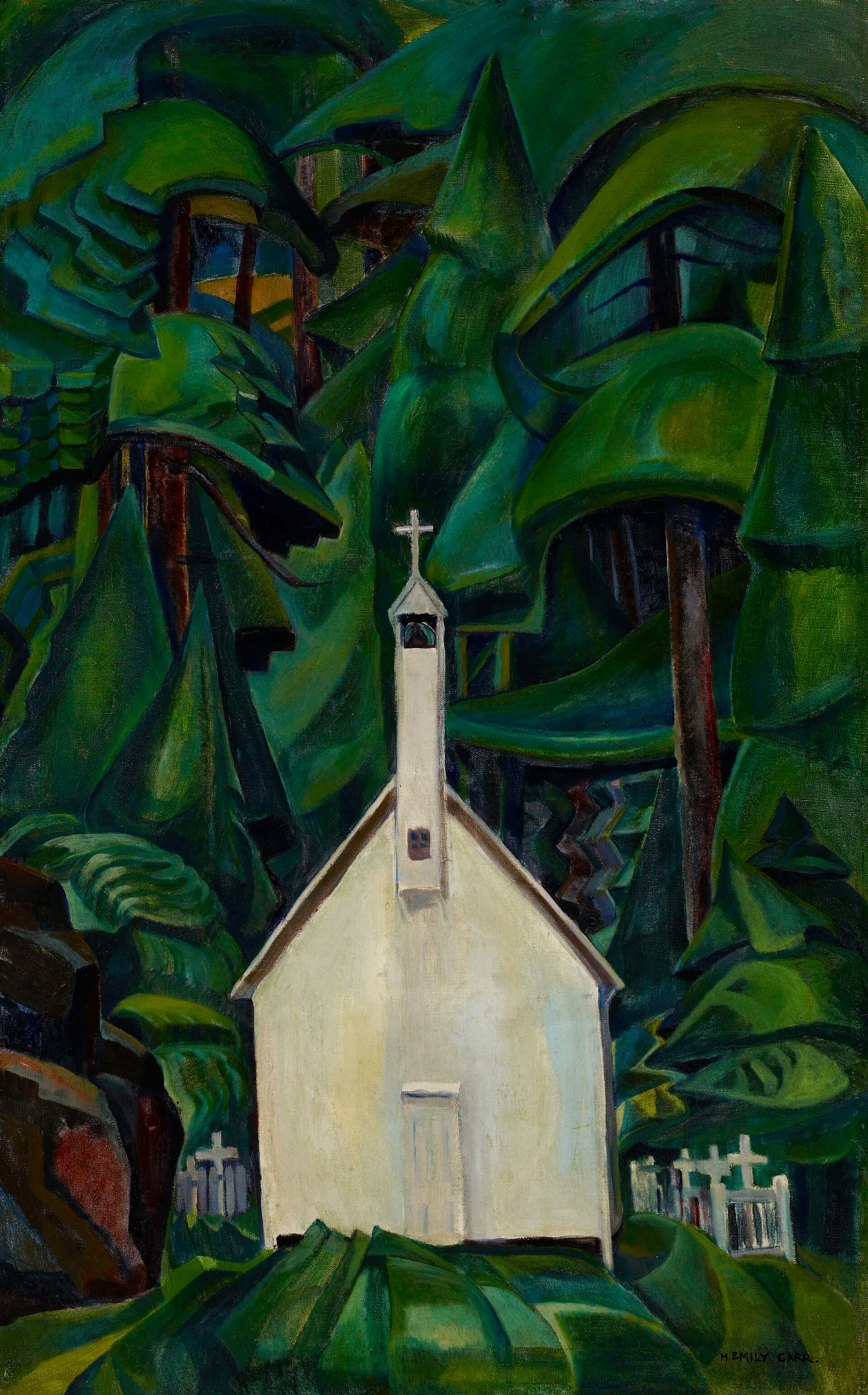
Indiánský kostel
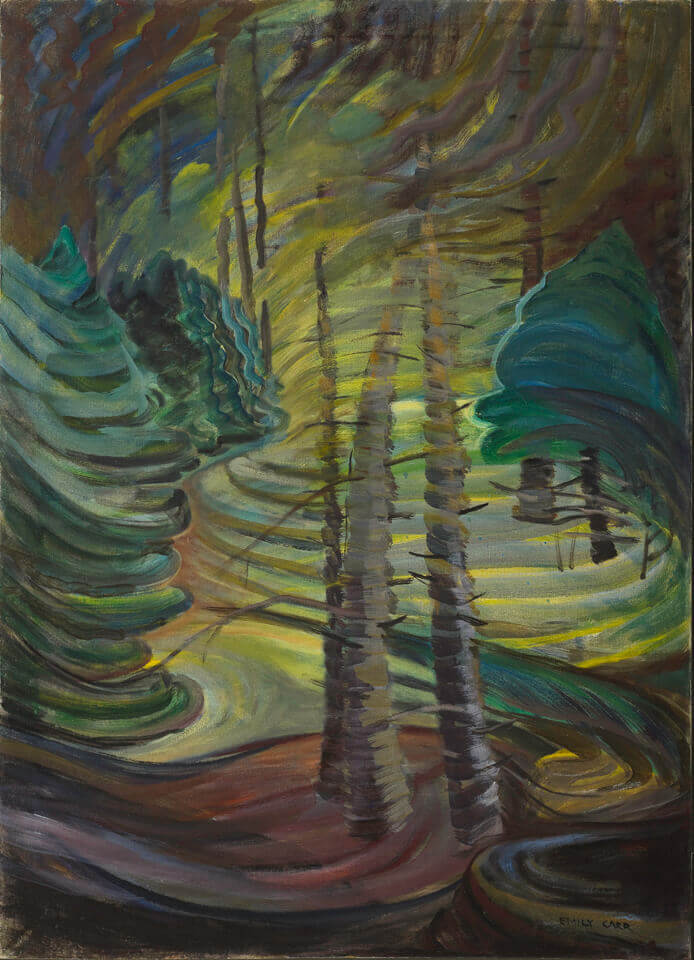
Tančící sloneční světlo
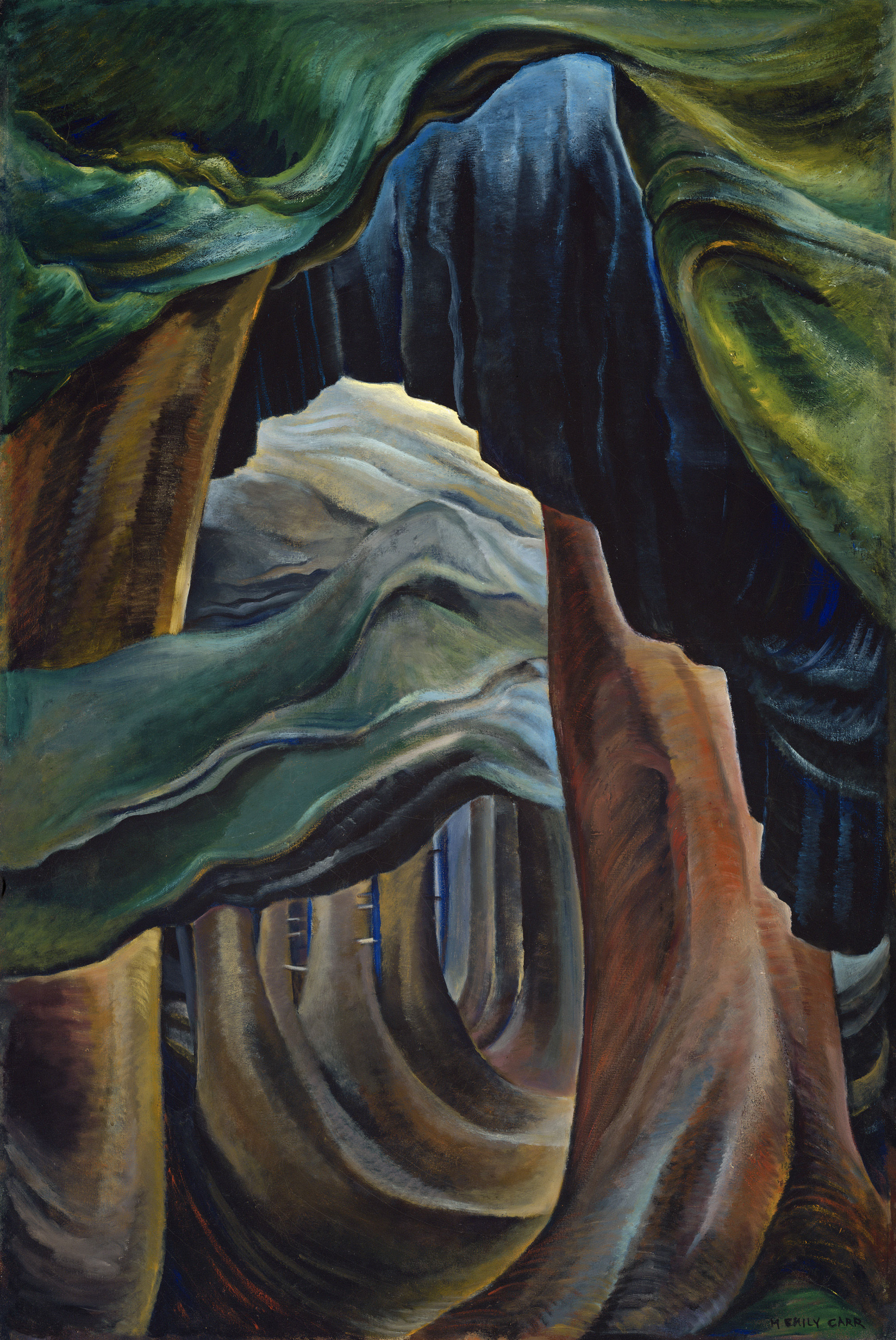
Les v Britské Kolumbii (1931–32)
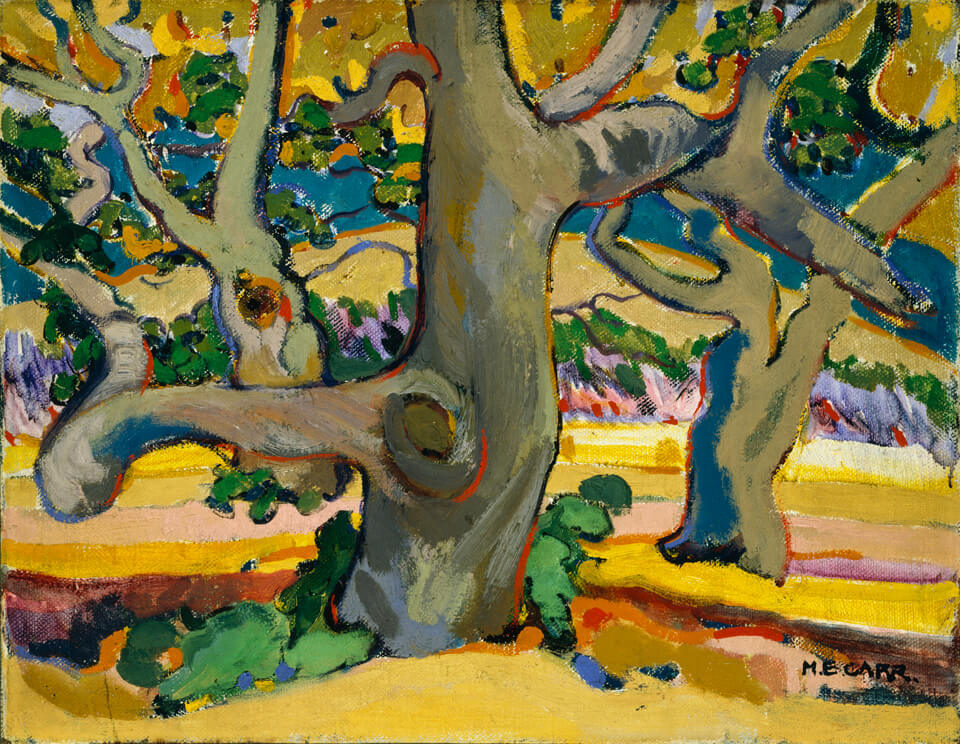
Stromy ve Francii